# 追浜丸
追浜丸（おっぱままる）は、1965年（昭和40年）に竣工した自動車運搬船である。世界で初めて自動車を自走方式で積み下ろしするRO-RO式の外航自動車運搬船であり、復路には穀物や石炭などを積載して輸送効率を高めるため、ばら積み貨物船を兼ねた構造であった。

## 歴史
1960年代中期。日本製自動車の輸出は増加を見せ、1964年度の15万台から1965年度には20万台以上が見込まれた。日産自動車のアメリカ合衆国向け販売台数は、1959年 - 1961年の各年1,100 - 1,200台から1963年に2,700台、1964年には6,800台と伸びを見せた。当時はLo-Lo式（Lift on - Lift off）と呼ばれる、従来型の貨物船に1台ずつクレーンで積み下ろしする非効率な方法が採られていたが、日本車と競合するフォルクスワーゲンのビートルはノルウェーの海運会社の自動車専用船で、最盛期には月に3万台がアメリカに輸送されていた。アメリカ向け輸出に力を入れていた日産自動車は、自動車を自走させて荷役を行うRO-RO式の船を大阪商船三井船舶と共同研究。第20次計画造船のうちの一隻として、大阪市此花区の日立造船桜島工場にて建造され、1965年10月28日に竣工。同年11月3日に長浦港で日産の完成自動車を満載し、アメリカに向けて処女航海を行い、927台をロサンゼルス港・189台をポートランド港へ輸送した。
RO-RO式の導入により、クレーン荷役では1時間当たりの積込台数が15台だったところを100台前後まで早め、荷傷みも大幅に軽減する効果があった。本船に続き、昭和海運の日産自動車向けの同型船「座間丸」が第21次計画造船として1966年に日立造船桜島工場で建造された。

## 構造
船内は1番 - 4番船艙からなる。各船艙には可動式の5層の甲板があり、船底を含めて6層に自動車を格納できる。艙口側部は吊り下げたたみ上げ甲板（ハンギングデッキ）、艙口部は取り外し式甲板（リムーバブルデッキ）で、ハンギングデッキは復路のばら積み貨物輸送時には上部ウイングタンク下面に4枚を重ねて格納できる。リムーバブルデッキはグレーチング構造で、復路ではデッキクレーンを用いて上部甲板の所定位置に格納する。船と陸岸との間での自動車の積み下ろしは、カーラダーと呼ばれる可動式のスロープを介して行われる。長さ15mと7mとがあり継ぎ足して使うこともできるが、岸壁の高いところではどちらか1本を使用する。荷役を行う運転手の歩行を考慮し、0.61mの歩行通路を確保して幅を2.76mとした。2・3番船艙の艙口蓋脇の舷墻は取り外し可能なつくりで、荷役時にはカーラダーをここに接続し、航海中は本船上に格納される。
カーラダーを登った自動車はハッチカバー上を自走し、船艙へはカーエレベーターで昇降する。1・2番船艙間に2基、2・3番船艙間、3・4番船艙間に各1基の計4基が設けられ、定格荷重は1.2トン。各エレベータが350台の自動車を10時間で昇降できる能力を持つ。エレベータを降りた自動車は船艙内の所定の位置まで自走するが、甲板の一部には「オートシフター」と称する自動車横移動装置が設けられている。大同輸送機と共同開発した装置で、自動車の後輪の動力を床面に設置したローラーに伝えることにより左右方向に移動させることができ、船艙内のデッドスペースをなくすことができるものである。上甲板には3か所の甲板室が設けられ、内部にはカーエレベーターの巻揚げ機や船艙の通風機、上部にはクレーンの台座が設けられた。船橋や居住区は、全て後部に配置されている。
RO-RO式の特性上、積載する自動車は全て燃料を積んでおり、10回/時の強制換気や防爆型照明、火災探知装置やCO2消火装置を備える。これらの安全装置は日本の法令だけでなく、アメリカの規則をも満たすよう設計された。船艙内の灯具は復路では穀物などの積み荷の圧力を受けるため、アルミ鋳物のカバーを付けた特殊な構造を採用している。
デッキクレーンは定格荷重5トンのものが5基、10トンが1基装備され、ばら積み貨物の荷役の他、リムーバブルデッキやカーラダーの取り扱い、バスなどを船底部に積載する際にも使用される。